# Nanbaka
Nanbaka (jap. ナンバカ) ist eine Manga-Serie der japanischen Zeichnerin Shō Futamata, die seit 2013 in Japan erscheint. 2016 wurde sie als Anime-Fernsehserie umgesetzt, mit einer Fortsetzung als Web-Anime seit dem 4. Januar 2017.

## Inhalt
Die episodenhafte Handlung der Serie dreht sich um vier Gefangene des Nanba-Gefängnisses – einer Hochsicherheitsanstalt, aus der noch niemand entkommen ist. Die vier jedoch sind berüchtigt dafür, schon aus Gefängnissen in aller Welt ausgebrochen zu sein: Jūgo (ジューゴ), der alle Schlösser knacken kann; der Frauenheld und Glücksspieler Uno (ウノ); der temperamentvolle Kämpfer Rock (ロック) und der kleine Nico (ニコ), auf den Drogen stets einen umgekehrten Effekt haben. Ihre Gegenspieler ist vor allem Hajime Sugoroku (双六 一), Chefaufseher des Blocks 13, der die Ausbruchsversuche der vier zu vereiteln und zu vertuschen versucht, um gegenüber der Gefängnisleitung eine gute Figur zu machen – vor allem gegenüber der als besonders streng geltenden Direktorin Momoko Hyakushiki (百式 百子), die heimlich in ihn verliebt ist.

## Veröffentlichung
Der Manga erscheint seit dem 13. Oktober 2013 als Webmanga auf der Plattform Comico von NHN PlayArt. Der Verlag Futabasha bringt die Kapitel in bisher (Stand: Januar 2019) acht Sammelbänden heraus. Eine englische Übersetzung erscheint online bei Crunchyroll.

## Anime-Adaption
2016 produzierte Satelight eine Anime-Adaption des Mangas für das japanische Fernsehen. Regie führte Shinji Takamatsu und das Drehbuch schrieb Mitsutaka Hirota. Für den Vorspann wurde das Lied Rin! Rin! Hi! Hi! von Hashiguchikanaderiya hugs The Super Ball verwendet. Der Abspann ist unterlegt mit Nanbaka Datsugoku Riron♪!, gesungen von Yūto Uemura, Tetsuya Kakihara, Airu Shiozaki, Daiki Kobayashi und Tomokazu Seki.
Die 13 Folgen der Serie wurde vom 5. Oktober bis 28. Dezember 2016 von MBS ausgestrahlt, sowie je später am Tag von Tokyo MX und je zwei Tage später von BS11. International veröffentlicht wird der Anime mit diversen Untertiteln, darunter Deutsch und Englisch, von der Plattform Crunchyroll als Simulcast. Funimation Entertainment lizenzierte die Serie für eine synchronisierte englische Fassung.
Eine zweite Staffel mit 12 Folgen lief vom 4. Januar bis 22. März 2017 auf der Website Docomo Anime Store, sowie mit Versatz auch auf anderen japanischen Streamingplattformen. Diese wird ebenfalls von Crunchyroll gestreamt. Die DVD- bzw. Blu-ray-Veröffentlichung enthielt eine weitere abschließende Folge.
| Rolle           | Japanische Stimme |
| --------------- | ----------------- |
| Jūgo            | Yūto Uemura       |
| Rock            | Airu Shiozaki     |
| Nico            | Daiki Kobayashi   |
| Uno             | Tetsuya Kakihara  |
| Hajime Sugoroku | Tomokazu Seki     |